# Jason Kelce

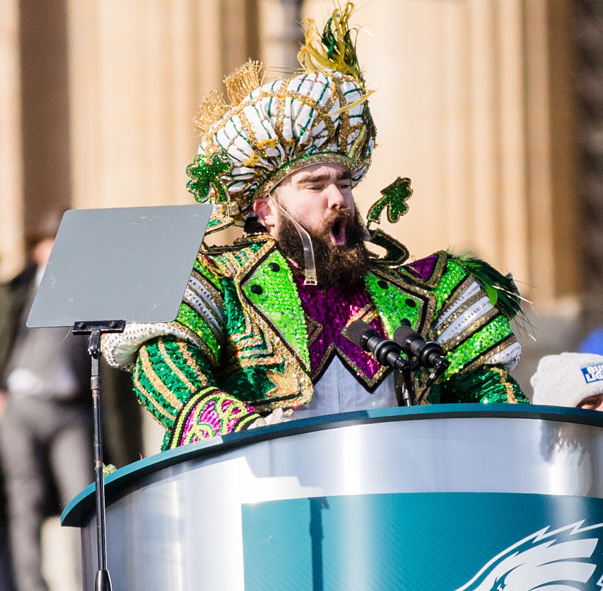
Kelce, vestido de mummer, fazendo um discurso na parada da vitória dos Eagles no Super Bowl LII.

Jason Daniel Kelce (/ˈkɛlsi/ KEL-see; nascido em 5 de novembro de 1987) é um jogador de futebol americano aposentado que atuou na posição de center pelo Philadelphia Eagles da National Football League (NFL) de 2011 a 2023. No futebol americano universitário, jogou pelo Cincinnati Bearcats. Jason foi selecionado pelos Eagles na sexta rodada do Draft da NFL de 2011, onde ele foi considerado "pequeno demais" para a NFL. Kelce foi apontado como titular pelos Eagles logo no seu primeiro ano na liga e permaneceu nessa posição todas as partidas em anos de sua carreira, exceto em três (quando se machucou). Em 2018, foi campeão do Super Bowl LII, sendo nomeado para o Pro Bowl sete vezes e selecionado para seis First-team All-Pro. Kelce é considerado por muitos analistas como um dos melhores centers na história da NFL.
Fora do futebol americano, Jason tem um popular podcast chamado New Heights que ele mantém com seu irmão Travis, onde os dois falam sobre suas carreiras como jogadores, a liga e outros assuntos.  Ele é casado com sua esposa Kylie desde abril de 2018 e têm quatro filhas juntos.
Após a derrota que eliminou o Eagles no wild card da temporada de 2023 da NFL, rumores surgiram indicando que Kelce iria se aposentar. Entretanto, em declaração posterior no podcast New Heights, o jogador não confirmou nem negou os rumores, deixando o provável anúncio de sua aposentadoria indefinido. Porém, em 4 de março de 2024, Jason anunciou formalmente sua aposentadoria da NFL após treze temporadas com os Eagles. Em 29 de abril, foi anunciado que ele se juntaria ao programa Monday Night Countdown da ESPN e em janeiro de 2025 estreou seu próprio show, o They Call It Late Night with Jason Kelce.